# Lachapelle-sous-Chaux
Lachapelle-sous-Chaux – miejscowość i gmina we Francji, w regionie Burgundia-Franche-Comté, w departamencie Territoire de Belfort.
Według danych na rok 1990 gminę zamieszkiwało 577 osób, a gęstość zaludnienia wynosiła 52 osoby/km² (wśród 1786 gmin Franche-Comté Lachapelle-sous-Chaux plasuje się na 278. miejscu pod względem liczby ludności, natomiast pod względem powierzchni na miejscu 376.).